# Sa Barrala
Sa Barrala és una possessió del terme municipal de Campos, Mallorca situada al migjorn, entre el salobrar de Campos i la ribera de la mar (platja del Trenc), de terres extenses i parcialment cobertes de pinar.

## Història
En temps de dominació islàmica era l'alqueria Adaya o Addaia. El 1269 fou venuda per Pere Falcs a Guillema, muller de Pere Barral. Del costum d'anomenar les dones amb el llinatge del marit acabat amb -a (Barral -> Barrala) prové el nom actual, documentat els anys 1279, 1280 i 1295. El 1414 Bartomeu Vallfogó la va vendre a Pere Descatlar. A principis del segle xvi n'era propietari Pere Abrí-Descatlar, que també era propietari de les possessions de la Serra de Tramuntana Massanella (Selva) i Comafreda (Escorca), entre les quals es produïa transhumància (l'estiu a la serra i l'hivern a Sa Barrala). El 1818 n'era propietari Jordi Abrí-Descatlar, marquès del Palmer. Fou establerta el 1953 pels hereus de Jaume Burguera.

## Construccions
Les cases de la possessió estan formades per diversos bucs disposats en forma d'"U" que formen una clastra oberta pel migjorn. Tenen dues altures i estan construïdes amb la tècnica de pedra en verd i filades de carreus de marès amb cobertura de teulada de doble vessant cap al frontis. També s'hi troben, aïllades, de les cases principals unes pallisses de planta rectangular i dues altures, també construïdes de pedra en verd i quatre torres de molí, una d'elles de planta circular i les altres de planta quadrangular.
El buc de l'esquerra, entrant per la clastra, té la façana llisa, de color arena, i presenta un portal de llinda i un altre també de llinda sobre sis graons, tres finestres rectangulars de llinda, i un pou encastat a la façana. Al primer pis hi ha tres finestres rectangulars i dues balconeres, totes elles de llinda. El segon pis està format per uns porxos d'embigat de llenyam sobre unes pilastres quadrangulars de maons. El fumeral duu inscrita la data 1957.
El buc central té tres alçades amb una façana color cru llisa. A la planta baixa hi ha un portal de llinda i dues finestres rectangulars de llinda. A les altres dues plantes n'hi ha tres de finestres rectangulars i de llinda a cadascuna.
El cos de la dreta presenta una successió de cinc portals d'arc de mig punt allindanats. En el primer pis hi ha quatre finestres rectangulars de llinda sense ampit.